# Ries Jansen (politicus)
Marinus Jenneke Dicky (Ries) Jansen (Rotterdam, 7 mei 1943) is een voormalig Nederlands politicus voor D66. Zijn laatste politieke functie was die van burgemeester van Krimpen aan den IJssel, wat hij van 16 november 1988 tot 1 oktober 2010, toen hij met leeftijdsontslag ging, was.
Aanvankelijk deed Jansen de administratie van zijn vaders bedrijf, tot hij op zijn dertigste stafmedewerker werd van de Stichting Musische Vorming Rotterdam. Rond dezelfde tijd werd hij voorzitter van de bewonerscommissie Oud IJsselmonde. Tevens werd hij lid van D66. In 1978 werd hij raadslid namens die partij in Rotterdam en in 1982 wethouder, om vervolgens in 1990 partijvoorzitter te worden van de landelijke D66. Deze functie behield hij tot en met 1992.
Naast zijn burgemeesterschap is Jansen voorzitter van de Vereniging van Zuid-Hollandse Gemeenten (VZHG) en de Stuurgroep Veiligheidsregio Rotterdam-Rijnmond geweest.
In zijn vrije tijd speelt Jansen trompet. Hij speelde voorafgaand aan zijn politieke carrière kort in het Randstedelijk Symfonieorkest; op zijn zestiende speelde hij met zijn zus als duo met het orkest van Willy Schobben en trad hij vaak op voor radio en televisie. Met zijn vader richtte hij de voormalige Brassband Rotterdam op. Ook was hij bestuurslid van het Rotterdams Philharmonisch Orkest.
- Parlement.com: viiohijutaze